# Pietro Maria Bardi
Pour les articles homonymes, voir Bardi (homonymie).
Pietro Maria Bardi (La Spezia, 21 février 1900 - São Paulo, 10 octobre 1999) est un journaliste, historien, critique d'art, collectionneur, exposant et marchant d'art italien. Pietro Maria Bardi ou simplement P.M. Bardi fut, avec Assis Chateaubriand, responsable du développement du Musée d'Art de São Paulo (MASP), et son directeur durant 45 années consécutives.

## Biographie

### Enfance
Deuxième d'une fratrie de quatre, Pietro Maria Bardi aurait eu peu d'amis et une vie scolaire très accidentée. Le propre Bardi déclara dans l'un de ses nombreux entretiens, avoir échoué quatre fois au baccalauréat. 
Il abandonna l'école las de ses échecs et il attribuait son intelligence à un accident domestique. Après une chute et une blessure à la tête, il prend goût à la lecture et lit tout ce qu'il peut, une habitude qu'il garde tout au long de sa vie.

### Journalisme
Adolescent, il travailla  comme assistant manœuvre de Bardi Marittimo Arsenale et devint ensuite apprenti dans un bureau d'avocats. 
C'est alors qu'il commence sa carrière de  journalisme, et publia certains articles dans des journaux tels que  Gazzetta di Genova et l'Independente. À 16 ans, son premier livre fut publié, c'est un essai sur le colonialisme. En 1917 il fut appelé pour rejoindre l'armée italienne et quitta La Spezia définitivement. Installé à Bergame à la fin de sa carrière militaire, il trouva du travail dans les Giornale di Bergamo, écrivit pour le Popolo di Bergamo, le  Secolo. Il rejoignit le  Corriere della Sera en 1924 alors qu'il avait déménagé à Milan.
En mars 1926, Pietro Maria Bardi s'affilia au Parti National Fasciste et déménagea en 1929 à Rome.
L'écriture était sa principale activité professionnelle à la mort, il avait trouvé un moyen d'exprimer son style polémique et la critique fondée sur la connaissance profonde et l'expérience de tous les jours art, de la politique et surtout architecture. En 1931, il signa un pamphlet resté célèbre, Rapporto Sull'Architettura – per Mussolini, et organisa l'Exposition Italienne d'Architecture Rationnelle. Deux ans plus tard, il codirigea la revue Quadrante avec Massimo Bontempelli, sur les arts et  l'architecture et qui fut publiée jusqu'en 1936. Elle compta entre-autres les collaborations de Le Corbusier et de Giuseppe Terragni. 
En 1936 – 1937, il devint éditeur et responsable du Meridiano di Roma, journal par lequel il initia une polémique célèbre dans les milieux culturels italiens en opposition à l'architecture officielle de Mussolini.

### Activités dans le domaine artistique
En 1924, Bardi déménagea à Milan et se maria avec Gemma Tortarolo. Le couple eut  deux filles, Elisa et Fiorella. Il était à Milan, lorsqu'il commença à travailler comme marchand et critique d'art, avec l'acquisition de Galleria dell'Esame. En 1929 il devint directeur de la Galleria d'Arte di Roma et déménagea à la capitale. Trois ans plus tard, il s'installa à Rome et dirigea la galerie d'art de Rome financée par le Syndicat National Fasciste des Beaux-Arts.
Il fit escale la première fois au Brésil en se rendant à une exposition à Buenos Aires. Après la Seconde Guerre mondiale, Bardi rencontra l'architecte Lina Bo au Studio d'Arte Palma, à Rome, où tous deux travaillaient. Bardi divorça et se remaria avec Lina en 1946. La même année, comme beaucoup de personnalités liées au régime fasciste, le couple émigra pour l'Amérique du Sud et s'installa au Brésil, pays promis à la prospérité et avec d'intéressantes perspectives en architectures que ne permettait pas l'Europe d'après-guerre. Le couple embarqua de Gênes sur le navire marchand Almirante Jaceguay avec une collection d’œuvres d'art et d'objets d'artisanat importantes avec lesquelles ils firent leurs premières expositions. Ils transportèrent également leur énorme bibliothèque et arrivèrent à Rio de Janeiro le 17 octobre 1946.
Avec les œuvres amenées d'Italie, Bardi organisa une Exposition de Peinture Italienne Moderne au cours de laquelle il rencontra le journaliste Assis Chateaubriand qui avait en projet la construction d'un musée d'art moderne : le Musée d'Art de São Paulo. Chateaubriand proposa à Bardi de diriger le futur musée ce que Bardi accepta. Sa femme Lina fut chargée de l'architecture du musée. Il occupa cette charge de 1947 à 1996. En parallèle il maintint son activité d'essayiste, de critique et d'historien de l'art, d'expert de galeriste et de marchand d'art.
En 1953, les accusations contre Bardi se multipliaient. Il lui était reproché d'avoir réuni des œuvres de provenance douteuses – la Seconde Guerre mondiale était encore proche – et d'authenticité suspecte. Bardi fit exposer sa collection dans les principaux musées d'Europe : Le Louvre (Paris), le Palais des beaux-arts de Bruxelles, le  Centraal Museum (Utrecht), la  Tate Gallery (Londres) et le Palazzo Reale (Milan).
Son dernier livre fut publié en 1992 : Histoire du MASP. En 1996, il cessa de diriger le musée.
Sa femme Lina décéda en 1992, il mourut sept ans après, le 10 octobre 1999.